# Халіді Курбангалі
Курбангалі Халіді (30 листопада 1846—1913) — казахський історик татарського походження. Найбільше відомий труд — «Нариси історії п'ятьох східних народів» (Таварих-и хамса-и шарки), у ньому Курбангалі розглядає історію туркмен, татар, азербайджанців, киргизів, башкирів й узбеків як історію єдиного тюркського народу.

## Біографія
Народився 30 листопада 1846 року у городі Аягоз. Пізніше переїхав у Китай. Тато Курбангалі татарин Халід був торговцем, який народився у Казанском повіті.
Навчався Курбангалі у декількох медресе. Вивчив фарсі, арабську й османську мови. У 1874—1913 роках був імамом мечеті  у місті Чугучак. Одночасно з 1881 року був каді. У 1897-98 роках скоїв хадж, відвідав Мекку та Медину. Під час цієї подорожі відвідав Стамбул, там Курбангалі познайомився з істориком Ахмедом Мідхатом.
У 1909 році завершив свою головну працю «Нариси історії п'ятьох східних народів» (Таварих-и хамса-и шарки). Ця праця була високо оцінена ще прі житті Курбангалі, відзначалась унікальність даних та користь інформації зібраної у книзі. Наприклад, у журналі «Шуро» писали так: «Книга эта … поистине прекрасный труд. В ней много весьма полезных и нигде больше не встречающихся сведений. Книга свидетельствует об учёности и достоинствах автора, о чистоте и свободе его мысли и разума».